# Clasterosporium caulincola
Clasterosporium caulincola är en svampart som först beskrevs av August Karl Joseph Corda, och fick sitt nu gällande namn av Pier Andrea Saccardo 1886. Clasterosporium caulincola ingår i släktet Clasterosporium och familjen Magnaporthaceae.   Inga underarter finns listade i Catalogue of Life.